# Амбетов, Николай Камитович
Николай Камитович Амбетов (20 октября 1981, Александровка, Волгоградская область — 1 марта 2000) — гвардии рядовой Вооружённых Сил Российской Федерации, участник антитеррористических операций в период Второй чеченской войны, погиб при исполнении служебных обязанностей во время боя 6-й роты 104-го гвардейского воздушно-десантного полка у высоты 776 в Шатойском районе Чечни.

## Биография
Николай Камитович Амбетов родился 20 октября 1981 года в селе Александровка Волгоградской области. Окончил среднюю школу в родном селе. 1 июня 1999 года Амбетов был призван на службу в Вооружённые Силы Российской Федерации Быковским районным военным комиссариатом Волгоградской области. Проходил службу в учебном центре инженерных войск в г. Волжский Волгоградской обл. (1 батальон, 1 роты, 3 взвод) по специальности водолаз. После прохождения военного обучения в учебке, в конце декабря 1999 года, был направлен для дальнейшего прохождения службы в 6-ю роту 104-го гвардейского воздушно-десантного полка. Был назначен старшим стрелком.
С началом Второй чеченской войны в составе своего подразделения гвардии рядовой Николай Амбетов был направлен в Чеченскую Республику. Принимал активное участие в боевых операциях. С конца февраля 2000 года его рота дислоцировалась в районе населённого пункта Улус-Керт Шатойского района Чечни, на высоте под кодовым обозначение 776, расположенной около Аргунского ущелья. 29 февраля — 1 марта 2000 года десантники приняли здесь бой против многократно превосходящих сил сепаратистов — против всего 90 военнослужащих федеральных войск, по разным оценкам, действовало от 700 до 2500 боевиков, прорывавшихся из окружения после битвы за райцентр — город Шатой. Вместе со всеми своими товарищами он отражал ожесточённые атаки боевиков Хаттаба и Шамиля Басаева, не дав им прорвать занимаемые ротой рубежи. В том бою гвардии рядовой Николай Амбетов был убит. Погибли также ещё 83 его сослуживца.
Похоронен на кладбище села Красноселец Быковского района Волгоградской области.
Указом Президента Российской Федерации гвардии рядовой Николай Камитович Амбетов посмертно был удостоен ордена Мужества.

## Память
- В честь Амбетова названа улица в его родном селе[2].
- Имя Амбетова носит Александровская средняя школа, в которой он учился[3].
- Бюст Амбетова установлен в посёлке Быково Волгоградской области[3].